# Culoarea purpurie (film din 1985)
Culoarea purpurie (titlu original: The Color Purple) este un film produs în SUA, fiind o dramă transpusă pe ecran în anul 1985 de Steven Spielberg. Filmul este ecranizarea romanului cu același nume scris de Alice Walker, roman care a primit în anul 1982 Premiul Pulitzer. Filmările au avut loc în comitatele Anson și Union din Carolina de Nord,

## Acțiunea filmului
În anul 1909, Celie o fetiță de 14 ani care trăiește în Statele din Sud, a fost lăsată a doua oară gravidă de tatăl său. Noul născut va fi din nou vândut de tată, ca și Adam, primul ei născut. Toate acestea, fata trebuie să le tăinuiască de mama ei, care este grav bolnavă. Singurul loc de mângâiere îl găsește ea la Nettie, sora ei mai mică. După moartea mamei tatăl lor se va căsători din nou. La nuntă este prezent și fermierul Albert Johnson, care începe să îi facă curte lui Nettie. Dar tatăl fetelor îl convinge pe Johnson să se căsătorească cu Celie. Johnson este de acord cu căsătoria, deoarece după ce și-a omorât soția el are nevoie de femeie în casă, pentru muncă și ca mamă a copiilor rămași orfani. După căsătorie, Johnson o șicanează și o umilește pe noua sa soție, Celie. Când tatăl fetelor încearcă să aibă relații sexuale cu Nettie, fata lui mai mică, aceasta fuge la Celie, sora ei. Ajunsă aici, Johnson soțul Celiei a pus și el ochii pe Netie. Celie se hotărăște să plece și să corespondeze cu sora ei Nettie. După ce Nettie a reușit să împiedice violarea ei de către cumnat, acesta a alungat-o de la fermă.
În 1916 Harpo, fiul lui Johnson, vrea să se căsătorească cu Sofia, care a rămas gravidă. Johnson nu este de acord cu căsătoria, fiul lui acceptă hotărârea tatălui său, dar în cele din urmă Sofia se va căsători cu Harpo împotriva voinței lui Johnson. Curând după căsătorie Harpo observă că Sofia domină în casă. Celia îl sfătuiește pe Harpo să-și recâștige prestigiul lovind-o pe Sofia, dar nici acest lucru nu rezolvă problema. Johnson îi face zile negre Celiei, iar într-o zi o aduce în casă bolnavă pe cântăreața Shug Averey, care este iubita lui, și pentru care Celia trebuie să gătească. Cele două femei se împrietenesc, iar Shug Averey îi redă Celiei încrederea în sine. Când cântăreața vrea să călătorească cu o trupă la Chicago Celie își părăsește și ea bărbatul. După o răfuială cu soția primarului, Sofia ajunge în închisoare. Între timp, Netie a ajuns în Africa, de unde scrie că i-a întâlnit pe copiii Celiei, Adam și Olivia, care au fost adoptați de un misionar. Corespondența ei a fost ascunsă sistematic sub dușumea de Johnson, soțul ei. Acum va izbucni furia ei împotriva omului care a chinuit-o și se gândește ca să-i taie gâtul. Își părăsește definitiv soțul și o însoțește pe Shug la Memphis. În toamna anului 1937, gospodăria Johnson a ajuns în paragină. După moartea tatălui, află Celie că de fapt nu el a fost tatăl ei. Nettie aduce din Africa copiii lui Celie, Olivia și Adam, în vizită. Filmul se termină în momentul în care ea își îmbrățișează copiii, iar Johnson, călare, privește scena de la distanță.

## Actori
- Whoopi Goldberg este Celie Harris Johnson
- Danny Glover este Mister Albert Johnson
- Oprah Winfrey este Sofia
- Margaret Avery este Shug Avery
- Akosua Busia este Nettie Harris
- Adolph Caesar este Old Mister
- Willard Pugh este Harpo Johnson
- Rae Dawn Chong este Squeak
- Laurence Fishburne este Swain
- Dana Ivey este Miss Millie
- Leon Rippy este Store Clerk
- Bennet Guillory este Grady
- James Tillis este Henry "Buster" Broadnax
- Desreta Jackson este Young Celie Harris
- Leonard Jackson este Alphonso "Pa" Harris
- Howard Starr este Young Harpo Johnson
- Lelo Masamba este Olivia Johnson
- Tata Vega serves este "The singing voice" of Shug Avery